# Фінал кубка Англії з футболу 1957
Фінал кубка Англії з футболу 1957 — 76-й фінал найстарішого футбольного кубка у світі. Учасниками фіналу були «Астон Вілла» і «Манчестер Юнайтед». Володарем кубкового трофею став «Астон Вілла».

## Шлях до фіналу
| «Астон Вілла»          | «Астон Вілла» | «Астон Вілла»                                                     | Раунд           | «Манчестер Юнайтед»          | «Манчестер Юнайтед» | «Манчестер Юнайтед»      |
| ---------------------- | ------------- | ----------------------------------------------------------------- | --------------- | ---------------------------- | ------------------- | ------------------------ |
| Суперник               | Результат     | Матчі                                                             |                 | Суперник                     | Результат           | Матчі                    |
| «Лутон Таун»           | 4—2           | 2—2 на виїзді, 2—0 вдома (перегравання)                           | Третій раунд    | «Гартліпул Юнайтед»          | 4—3                 | 4—3 на виїзді            |
| «Мідлсбро»             | 3—2           | 3—2 на виїзді                                                     | Четвертий раунд | «Рексем»                     | 5—0                 | 5—0 на виїзді            |
| «Бристоль Сіті»        | 2—1           | 2—1 вдома                                                         | П'ятий раунд    | «Евертон»                    | 1—0                 | 1—0 вдома                |
| «Бернлі»               | 3—1           | 1—1 на виїзді, 2—0 вдома (перегравання)                           | Шостий раунд    | «Борнмут енд Боском Атлетік» | 2—1                 | 2—1 на виїзді            |
| «Вест-Бромвіч Альбіон» | 3—2           | 2—2 на нейтральному полі, 1—0 на нейтральному полі (перегравання) | 1/2 фіналу      | «Бірмінгем Сіті»             | 2—0                 | 2—0 на нейтральному полі |

## Матч
| 4 травня 1957 |

| Астон Вілла         | 2:1      | Манчестер Юнайтед |
| ------------------- | -------- | ----------------- |
| Макпарланд 68', 73' | Протокол | Тейлор 83'        |

| Вемблі, Лондон Глядачів: 99 225 Арбітр: Френк Култас |

|  |  |

|                  |  |                   |  |
|                  |  |                   |  |
| В                |  | Найджел Сімс      |  |
| З                |  | Пітер Олдіс       |  |
| З                |  | Стен Лінн         |  |
| ПЗ               |  | Пет Севард        |  |
| ПЗ               |  | Джиммі Дагдейл    |  |
| ПЗ               |  | Стен Краудер      |  |
| Н                |  | Пітер Макпарланд  |  |
| Н                |  | Джонні Діксон (к) |  |
| Н                |  | Білл Мєрска       |  |
| Н                |  | Джекі Севелл      |  |
| Н                |  | Лес Сміт          |  |
| Головний тренер: |  |                   |  |
| Ерік Гафтон      |  |                   |  |

|                  |  |                   |  |
|                  |  |                   |  |
| В                |  | Рей Вуд           |  |
| З                |  | Роджер Берн (к)   |  |
| З                |  | Білл Фоулкс       |  |
| ПЗ               |  | Данкан Едвардс    |  |
| ПЗ               |  | Джекі Бланчфлауер |  |
| ПЗ               |  | Едді Колман       |  |
| Н                |  | Девід Пегг        |  |
| Н                |  | Боббі Чарлтон     |  |
| Н                |  | Томмі Тейлор      |  |
| Н                |  | Ліам Вілан        |  |
| Н                |  | Джонні Беррі      |  |
| Головний тренер: |  |                   |  |
| Метт Басбі       |  |                   |  |